# هنريتا أونودي
هنريتا أونودي (من مواليد 22 مايو 1974) لاعبة جمباز فنية مجرية. شاركت في أولمبياد 1992 و 1996 وفازت بميدالية ذهبية وفضية عام 1992، بعد تقاعدها من الجمباز في عام 1997 انتقلت إلى الولايات المتحدة ، وتزوجت من اللاعب الخماسي الأولمبي الأمريكي جيمبو هالي ، وحصلت على الجنسية الأمريكية، في عام 2010 تم اختيارها ضمن شخصيات في قاعة مشاهير الجمباز الدولية.